# Kielmeyera sigillata
Kielmeyera sigillata är en tvåhjärtbladig växtart som beskrevs av N. Saddi. Kielmeyera sigillata ingår i släktet Kielmeyera och familjen Calophyllaceae. Inga underarter finns listade i Catalogue of Life.